# Alejandro Iturbe
Alejandro Iturbe Encabo (Madrid, 2 de setembro de 2003) é um futebolista espanhol que atua como goleiro. Atualmente joga pelo Elche.

## Carreira
Iturbe cresceu nas categorias de base do Atlético Madrid e em 2022 foi promovido à equipe B com a qual se estreou no dia 18 de setembro no jogo da Primera Federación empatado em 2 a 2 com o Coria. A partir da temporada seguinte tornou-se goleiro titular e em 10 de julho de 2024 assinou a renovação do contrato até 2027. Jogou pelas seleções juvenis espanholas Sub-16, Sub-17, Sub-19 e Sub-21.

## Títulos
Espanha sub-23
- Jogos Olímpicos: 2024 (medalha de ouro)[5]